# Балабан, Йозеф
Йозеф Балабан (чеш. Josef Balabán; 4 июня 1894, Обора, Королевство Богемия, Австро-Венгерская Империя — 3 октября 1941, Прага, Протекторат Богемии и Моравии, Германский рейх) — чехословацкий офицер, участник движения антифашистского сопротивления во время Второй мировой войны.

## Юность
Йозеф Балабан родился 4 июня 1894 года в заповеднике Обора (ныне Пршибрамский район Среднечешского края) в семье егеря. С 1905 по 1908 год учился в школе в Седлчанах. Приобрёл профессию слесаря-механика. С 1914 года работал в компании Stross в Праге в качестве чертёжника и слесаря-инструментальщика.

## Первая мировая война
С 1914 года служил в австрийском пехотном полку австро-венгерской армии. В январе 1915 года был отправлен на Русский фронт. 3 апреля 1915 года был пленён и помещен в Каширский лагерь для интернированных под Москвой, затем переведен в Тулу. После освобождения из лагеря записался в формирующиеся чехословацкие легионы и был направлен в запасной полк, затем переведен в лёгкий артиллерийский. В 1917 году окончил унтер-офицерскую школу и был определен в боекомплект 1-й батареи ефрейтором. Участвовал в боях под Липягами (ныне Новокуйбышевск) и Бузулуком.

## Воинская служба в Чехословакии
22 апреля 1920 года вернулся в Чехословакию и стал военнослужащим Чехословацкой армии в звании лейтенанта. 1 ноября 1921 года Йозефу Балабану было присвоено звание старшего лейтенанта, в ноябре 1923 года командира 1-й батареи, в декабре того же года — звание капитана, а в 1926 году удостоен звания штабс-капитана.
С 15 сентября 1929 года служил в управлении Министерства национальной обороны (МНО) в должности офицера личной группы. В 1930 году получил звание майора. В 1934—1936 годах был командиром отделения 1-го артиллерийского полка. С 1 июля 1936 года — подполковник. 15 сентября 1936 года был назначен на должность начальника личной группы МНО.
После Мюнхенского соглашения и потери Чехословакией приграничных территорий Йозеф Балабан и другие офицеры начали готовить план создания подпольной армии.

## Вторая мировая война
До оккупации Чехословакии был назначен на должность начальника личной группы МНО, имел звание подполковника. С лета 1939 года стал членом высшего руководства организации «Защита нации» (Obrana národa), возглавляемой генералом Йозефом Билым. В это время Йозеф Балабан начал формировать внутри организации группу «Три волхва», которая должна была выполнять не только разведывательные, но и диверсионные задачи в борьбе с оккупационной властью. Помимо Балабана, в группу входили Йозеф Машин и Вацлав Моравек.
С января 1940 года Балабан стал представителем «Центрального руководства внутреннего сопротивления» (ЦРВС). то же время его группе было поручено задание. Группа отвечала за обеспечение радиосвязи с эмигрантским правительством в Лондоне и поддержание контактов с Паулем Тюммелем — чешским агентом в абвере. Балабан поручил это задание Моравеку, а сам занимался радиопередачей информации в Лондон. Йозеф Балабан лично поддерживал контакты с советской разведкой. Сначала он был одним из инициаторов этого общения, но позже стал отказываться от тесного сотрудничества с Советской Армией.
В январе 1941 года группа «Три волхва» успешно атаковала здания министерства авиации и главного полицейского управления в Берлине. В феврале 1941 года на берлинском вокзале Ангальт группой была организована диверсионная акция против Генриха Гиммлера, который лишь случайно избежал гибели (его поезд прибыл на другую станцию из-за технической неисправности).

## Арест
22 апреля 1941 во время одной из конспиративных встреч с бывшими армейскими капитанами Йозеф Балабан был арестован после короткой перестрелки. После ареста его допрашивали и пытали, но он ничего не рассказал противникам и благодаря этому выиграл время для Машина и Моравека. Им удалось переместить радиостанцию и таким образом продолжить работу. 3 октября 1941 года Йозеф Балабан был расстрелян в кавалерийской казарме бывшего артиллерийского полка в Праге-Рузине.